# Antonio Langella
Antonio Langella (Napoli, 30 marzo 1977) è un ex calciatore italiano, di ruolo attaccante.
Ha esordito in Nazionale italiana durante la sua permanenza al Cagliari, dove gli venne dato il soprannome "Arrogu tottu" ovvero "Spacco tutto".

## Carriera

### Club

#### L'inizio e il passaggio fra i professionisti
Inizia a giocare a Sorso, dove si trasferisce da bambino con la sua famiglia. Nel 1993 passa al Castelsardo, fra i dilettanti, dove resta cinque anni giocando nel Campionato Nazionale Dilettanti. Nel 1999 ottiene un ingaggio in Serie C2 dalla Torres, con cui sale subito in Serie C1.
Nel marzo 2002 è ingaggiato dal Cagliari in Serie B; in questa categoria, in poco più di due anni segna 12 gol in 64 incontri e contribuisce alla promozione in Serie A della squadra. Nella stagione di esordio nella massima serie realizza 6 reti in 32 partite.

#### La seconda parte della carriera
Nella prima stagione in Serie A con la maglia del Cagliari (2004-2005), trascorre un periodo dove gioca poco per la presenza di Gianfranco Zola. Pertanto, spesso entra in campo a partita iniziata. L'esordio nella massima serie avviene il 12 settembre 2004 in Cagliari-Bologna 1-0. Mette a segno il primo gol in Serie A il 2 ottobre 2004 in Cagliari-Brescia 2-1.
Nell'estate 2007 è passato a titolo definitivo all'Atalanta. La sua stagione si conclude con 8 reti (suo record personale in Serie A). Ottiene, nel maggio del 2008, un contratto quadriennale dall'Udinese che lo ha prelevato a parametro zero e il 21 agosto 2008 passa in prestito con diritto di riscatto al Chievo Verona.
Il 27 giugno 2009 passa in compartecipazione al Bari neopromosso in Serie A, e dopo 9 partite viene messo fuori rosa dall'allenatore Gian Piero Ventura.
Il 26 settembre 2011 rescinde il contratto che lo legava al Bari fino al giugno 2012. A seguito della rescissione, dovuta a incomprensioni con l'ex tecnico dei baresi Gian Piero Ventura, decide di smettere di giocare.
In carriera ha totalizzato complessivamente 130 presenze e 18 reti in Serie A e 64 presenze e 12 reti in Serie B.

### Nazionale
Nel 2005 ha esordito in nazionale sotto la direzione di Marcello Lippi. Con la maglia azzurra colleziona 3 presenze.

## Statistiche

### Presenze e reti nei club
Statistiche aggiornate al 22 novembre 2009.
| Stagione        | Squadra         | Campionato      | Campionato | Campionato | Coppe nazionali | Coppe nazionali | Coppe nazionali | Coppe continentali | Coppe continentali | Coppe continentali | Altre coppe | Altre coppe | Altre coppe | Totale | Totale |
| Stagione        | Squadra         | Comp            | Pres       | Reti       | Comp            | Pres            | Reti            | Comp               | Pres               | Reti               | Comp        | Pres        | Reti        | Pres   | Reti   |
| --------------- | --------------- | --------------- | ---------- | ---------- | --------------- | --------------- | --------------- | ------------------ | ------------------ | ------------------ | ----------- | ----------- | ----------- | ------ | ------ |
| 2001-2002       | Cagliari        | B               | 5          | 0          | CI              | -               | -               | -                  | -                  | -                  | -           | -           | -           | 5      | 0      |
| 2002-2003       | Cagliari        | B               | 30         | 5          | CI              | 2               | 0               | -                  | -                  | -                  | -           | -           | -           | 32     | 5      |
| 2003-2004       | Cagliari        | B               | 29         | 7          | CI              | 1               | 0               | -                  | -                  | -                  | -           | -           | -           | 30     | 7      |
| 2004-2005       | Cagliari        | A               | 32         | 6          | CI              | 6               | 1               | -                  | -                  | -                  | -           | -           | -           | 38     | 7      |
| 2005-2006       | Cagliari        | A               | 24         | 2          | CI              | 3               | 1               | -                  | -                  | -                  | -           | -           | -           | 27     | 3      |
| 2006-2007       | Cagliari        | A               | 16         | 0          | CI              | 0               | 0               | -                  | -                  | -                  | -           | -           | -           | 16     | 0      |
| Totale Cagliari | Totale Cagliari | Totale Cagliari | 136        | 20         |                 | 12              | 2               |                    | -                  | -                  |             | -           | -           | 148    | 22     |
| 2007-2008       | Atalanta        | A               | 27         | 8          | CI              | 1               | 0               | -                  | -                  | -                  | -           | -           | -           | 28     | 8      |
| 2008-2009       | Chievo          | A               | 22         | 2          | CI              | 1               | 0               | -                  | -                  | -                  | -           | -           | -           | 23     | 2      |
| 2009-2010       | Bari            | A               | 9          | 0          | CI              | 0               | 0               | -                  | -                  | -                  | -           | -           | -           | 9      | 0      |
| 2010-2011       | Bari            | A               | -          | -          | CI              | -               | -               | -                  | -                  | -                  | -           | -           | -           | -      | -      |
| Totale Bari     | Totale Bari     | Totale Bari     | 9          | 0          |                 | 0               | 0               |                    | -                  | -                  |             | -           | -           | 9      | 0      |
| Totale carriera | Totale carriera | Totale carriera | 194        | 30         |                 | 14              | 2               |                    | -                  | -                  |             | -           | -           | 208    | 32     |

### Cronologia presenze e reti in nazionale
| Cronologia completa delle presenze e delle reti in nazionale ― Italia | Cronologia completa delle presenze e delle reti in nazionale ― Italia | Cronologia completa delle presenze e delle reti in nazionale ― Italia | Cronologia completa delle presenze e delle reti in nazionale ― Italia | Cronologia completa delle presenze e delle reti in nazionale ― Italia | Cronologia completa delle presenze e delle reti in nazionale ― Italia | Cronologia completa delle presenze e delle reti in nazionale ― Italia | Cronologia completa delle presenze e delle reti in nazionale ― Italia |
| Data                                                                  | Città                                                                 | In casa                                                               | Risultato                                                             | Ospiti                                                                | Competizione                                                          | Reti                                                                  | Note                                                                  |
| --------------------------------------------------------------------- | --------------------------------------------------------------------- | --------------------------------------------------------------------- | --------------------------------------------------------------------- | --------------------------------------------------------------------- | --------------------------------------------------------------------- | --------------------------------------------------------------------- | --------------------------------------------------------------------- |
| 9-2-2005                                                              | Cagliari                                                              | Italia                                                                | 2 – 0                                                                 | Russia                                                                | Amichevole                                                            | -                                                                     | 46’                                                                   |
| 30-3-2005                                                             | Padova                                                                | Italia                                                                | 0 – 0                                                                 | Islanda                                                               | Amichevole                                                            | -                                                                     | 46’                                                                   |
| 11-6-2005                                                             | New York                                                              | Italia                                                                | 1 – 1                                                                 | Ecuador                                                               | Amichevole                                                            | -                                                                     | 46’                                                                   |
| Totale                                                                |                                                                       | Presenze                                                              | 3                                                                     |                                                                       | Reti                                                                  | -                                                                     |                                                                       |

## Palmarès

### Club

#### Competizioni nazionali
- Serie C2: 1

Torres: 1999-2000